# 扎泰茨
扎泰茨是捷克的城鎮，位於該國西北部奧赫熱河右岸，面積42.69平方公里，海拔高度233米，該地區自石器時代有人類居住，鎮上其中一座教堂建於1206年，2006年人口19,813。

## 外部連結
- Official website
- Friends of Saaz/ Žatec (in German and English) （页面存档备份，存于）

1. ↑  . Czech Statistical Office. 2023-05-23  [2023-09-19]. （原始内容存档于2023-09-28）.